# سینه‌لختی

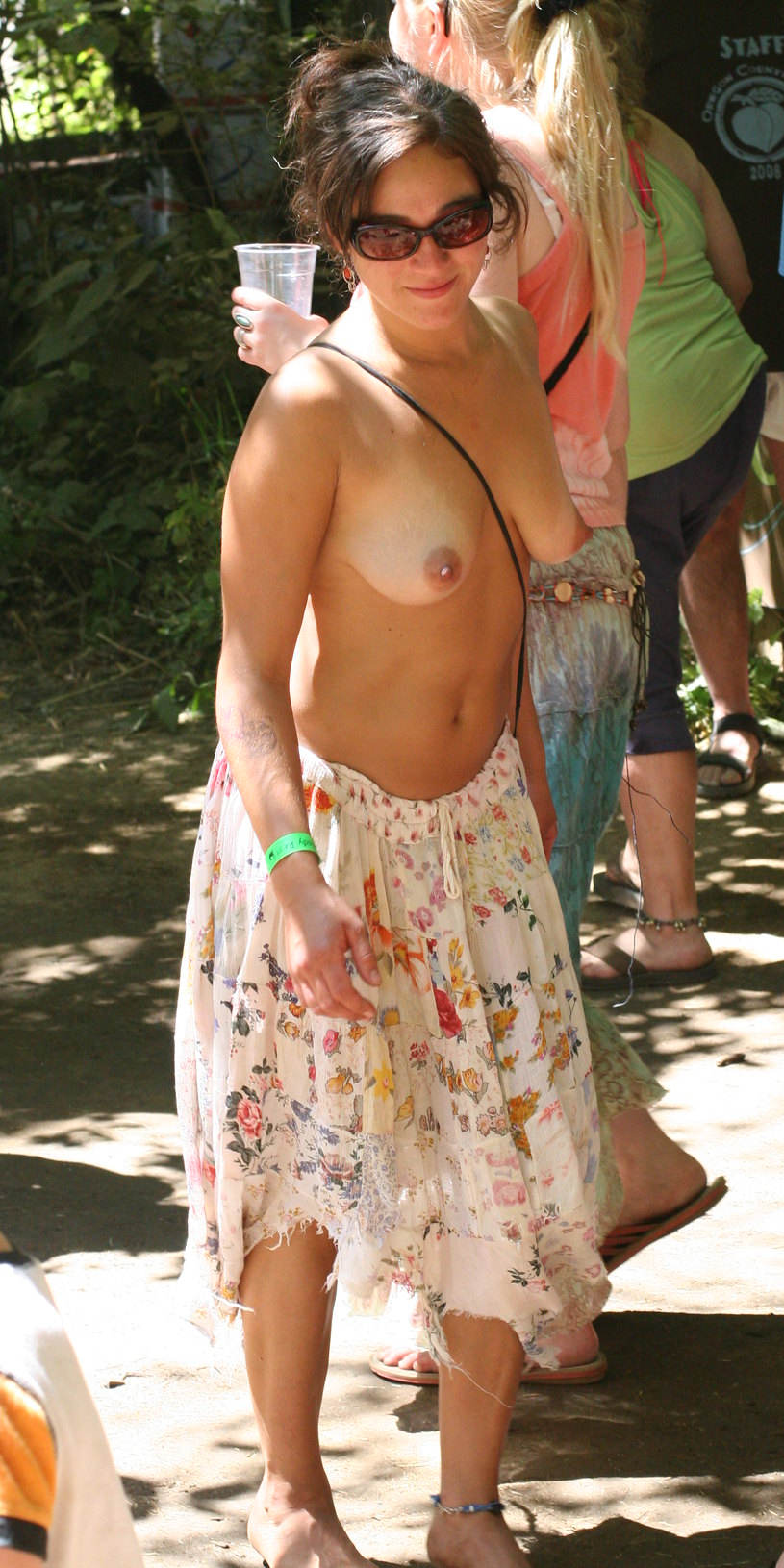
یک زن سینه لختی در نمایشگاه اورگن ۲۰۰۸

سینه‌لختی یا برهنگی بالاتنه به حالتی از ظاهر شدن زنان در مکان‌ها و معابر عمومی اشاره دارد که در آن بالاتنهٔ زن شامل پستان‌ها و نوک پستان‌ها قابل رؤیت و برهنه باشد.
سینه‌های باز در بسیاری از جوامع بومی طبیعی است. با این حال، بسیاری از کشورها دارای هنجارهای اجتماعی در مورد عفت زنان هستند که اغلب توسط قوانین قانونی اعمال می‌شود و زنان را ملزم می‌کند که سینه‌های خود را در ملاء عام بپوشانند. در بسیاری از حوزه‌های قضایی، زنانی که سینه‌های خود را در معرض دید قرار می‌دهند، می‌توانند به دلیل قرار گرفتن در معرض ناشایست مورد پیگرد قانونی قرار گیرند، اگرچه شیردهی عمومی اغلب از قوانین منافی عفت عمومی مستثنی است.
هنجارهای اجتماعی پیرامون برهنه بودن بسته به زمینه و مکان متفاوت است. در طول تاریخ، سینه‌های زنان در هنر و رسانه‌های تصویری، از نقاشی و مجسمه‌سازی گرفته تا فیلم و عکاسی، نمایان شده‌است و این گونه بازنمایی‌ها عموماً بر اساس شایستگی هنری دفاع می‌شوند. برهنه بودن ممکن است به دلایل آموزشی، پزشکی یا سیاسی نیز قابل قبول تلقی شود. در بسیاری از سواحل و مقاصد تفریحی، به ویژه در اروپا و استرالیا، زنان به‌طور رسمی یا غیررسمی مجاز به آفتاب گرفتن برهنه هستند. با این حال، جوامع تمایل دارند قرار گرفتن در معرض سینه را به صورت نامطلوب ببینند و آن را تحت مقررات یا ممنوعیت‌های سختگیرانه قرار دهند.

## کاربرد و مفاهیم

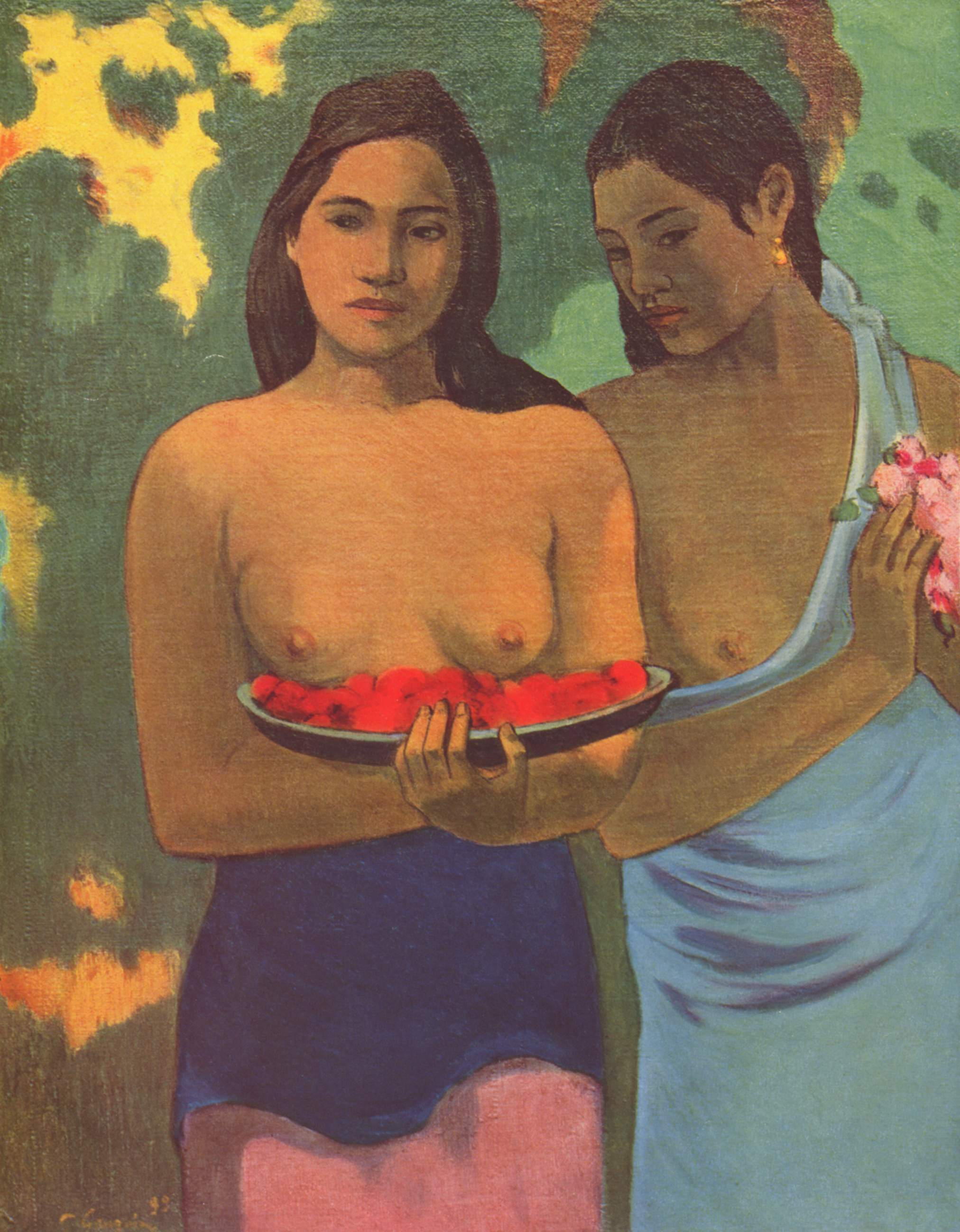
دو زن تاهیتی (۱۸۹۹) اثر پل گوگن

کلمه «تاپلس» معمولاً به زنی گفته می‌شود که بالای کمر یا باسن خود برهنه است یا حداقل سینه‌هایش در معرض دید عموم قرار دارد، به ویژه آرئول‌ها و نوک سینه‌ها. این کلمه می‌تواند زنی را توصیف کند که حداقل با سینه‌های باز ظاهر می‌شود، ژست می‌گیرد یا اجرا می‌کند، مانند «مدل برهنه» یا «رقصنده برهنه»، یا فعالیتی را در حالی انجام می‌دهد که تاپ نمی‌پوشند، مانند «آفتابگیری تاپلس». ممکن است نشان‌دهنده مکان تعیین‌شده‌ای باشد که ممکن است انتظار داشته باشید زنانی را بیابید که تاپ نمی‌پوشند، مانند «ساحل برهنه» یا «بار برهنه». همچنین می‌توان از آن برای توصیف لباسی استفاده کرد که به‌طور خاص برای آشکار کردن سینه‌ها طراحی شده‌است، مانند لباس شنای تاپ‌لس (همچنین به عنوان مونوکینی شناخته می‌شود) که توسط رودی گرنریچ در دهه ۱۹۶۰ طراحی شد.
کلمه «تاپلس» ممکن است دارای مفاهیم جنسی یا نمایشی باشد. به همین دلیل، طرفداران حقوق زنان برای باز کردن سینه‌های خود در هر جایی که مردان با سینه لخت می‌روند، اصطلاح جایگزین «بالافری» را انتخاب کرده‌اند، که تصور نمی‌شود این مفاهیم را داشته باشد.

### برهنه شدن

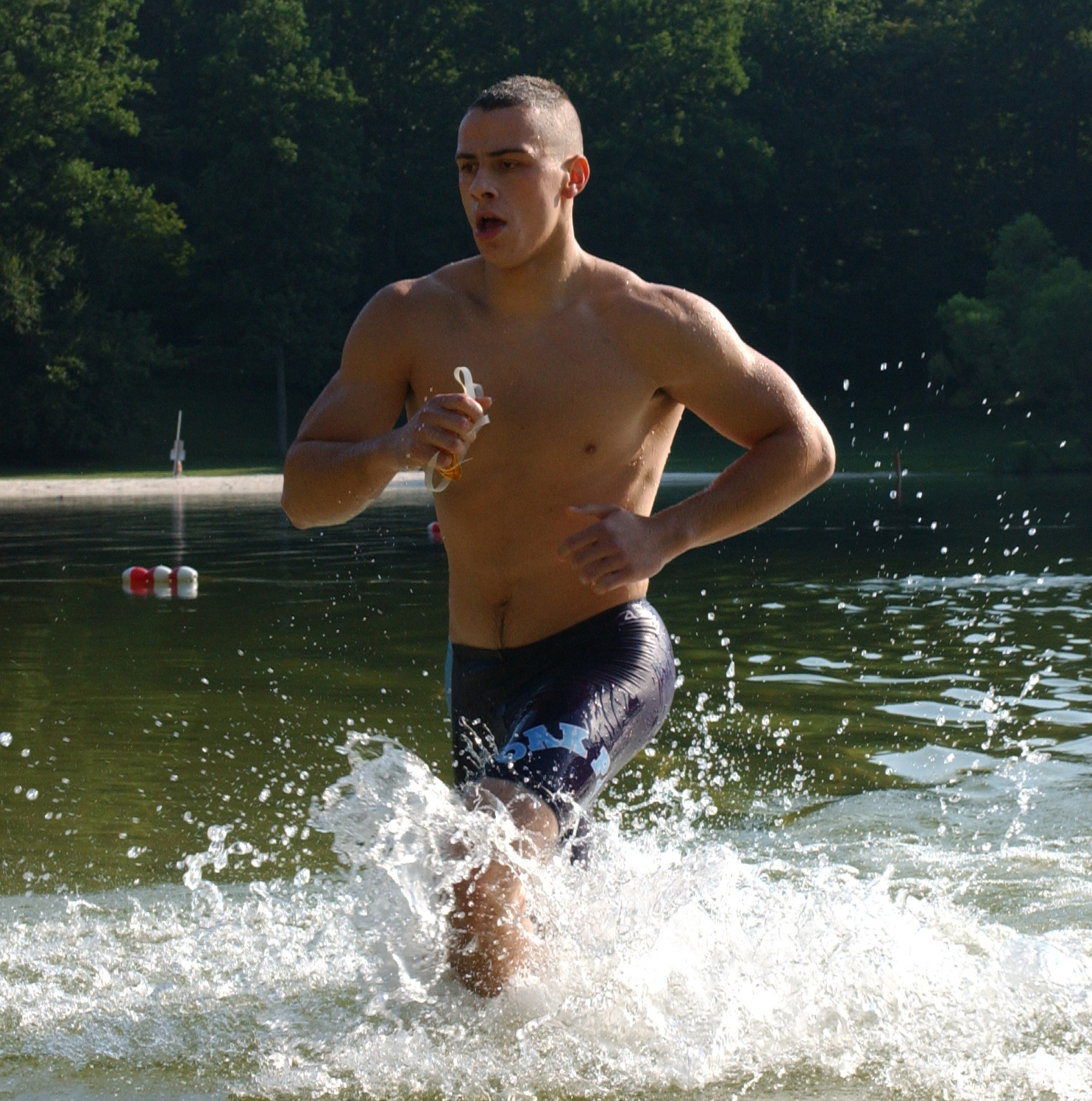
مردی برهنه که در رودخانه می‌دود

برهنه شدن حالتی است که مرد یا پسری بالاتنه را آشکار می‌کند. سینه‌های برهنه مردانه عموماً در داخل یا اطراف خانه قابل قبول در نظر گرفته می‌شوند. با این حال، برخی از فروشگاه‌ها و رستوران‌ها قانون «بدون پیراهن، بدون سرویس» دارند تا از ورود مردان و پسران برهنه به داخل جلوگیری کنند. در حالی که برهنه رفتن در فعالیت‌های خارج از منزل ممکن است قابل قبول باشد، اما در محل کار، کلیساها و سایر مکان‌های رسمی پذیرفته نیست.
در بیشتر جوامع، برهنه‌شدن مردان حتی در میان کودکان بسیار شایع‌تر از زنانه است. قرار گرفتن در معرض ماهیچه‌های سینه‌ای مرد اغلب به‌عنوان تابو کمتر از سینه‌های زنان در نظر گرفته می‌شود، علی‌رغم اینکه برخی آن‌ها را به همان اندازه اروژن می‌دانند. برهنه شدن مردان اغلب به دلایل عملی مانند گرما، یا توانایی حرکت بدن بدون محدودیت توسط لباس بالاتنه نسبت داده می‌شود. در چندین رشته ورزشی مانند شنا و بوکس، سینه برهنه برای مردان تشویق یا حتی لازم است. سینه برهنه ممکن است به عنوان نمایش قدرت یا برای جلب توجه به خود استفاده شود، به خصوص اگر عضلات بالای بدن به خوبی تقویت یافته باشند.

### قرار گرفتن در معرض بیماری

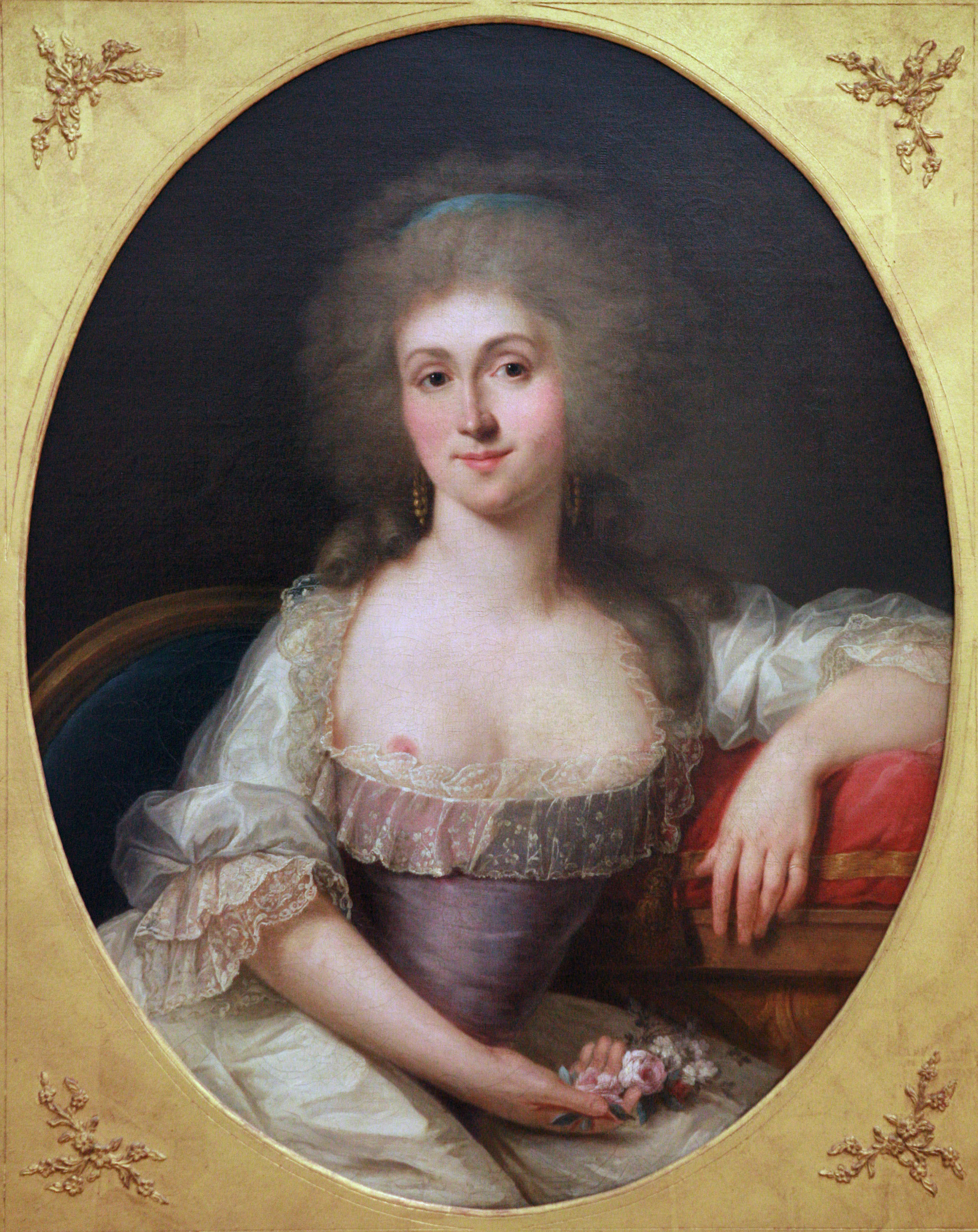
پرتره دوپلسیس از ماری ترز لوئیز از ساوی که نوک سینه‌اش را بیرون آورده‌است، مربوط به قرن هجدهم فرانسه است.

گرایش فرهنگی به پنهان کردن نوک پستان زن زیر لباس در فرهنگ غربی از دهه ۱۸۰۰ وجود داشته‌است. از آنجایی که نوک سینه‌های زن اغلب به عنوان بخشی صمیمی تلقی می‌شوند، پوشاندن آنها ممکن است از اخلاق ویکتوریایی مانند زین کناری سواری سرچشمه گرفته باشد. افشای کل سینه و نوک سینه برای برخی نوعی اعتراض و برای برخی دیگر جرم است. قرار گرفتن در معرض نوک سینه‌ها معمولاً غیرمعمول تلقی می‌شود و در برخی موارد به عنوان رفتار زشت یا ناشایست تلقی می‌شود.
پرونده ای در ایری، پنسیلوانیا، در مورد قرار گرفتن در معرض سینه‌ها و نوک سینه‌ها به دادگاه عالی ایالات متحده رفت. فرمان ایری نوک پستان را در ملاء عام به عنوان عملی تنظیم می‌کرد که زمانی انجام می‌شود که فردی «آگاهانه یا عمداً … در حالت برهنگی ظاهر می‌شود مرتکب بی ادبی عمومی می‌شود.» بعداً در اساسنامه، برهنگی بیشتر به عنوان یک نوک پستان زن بدون پوشش توصیف می‌شود. اما قرار گرفتن در معرض نوک پستان یک مرد تنظیم نشده بود. یک ستون نظر به سسیل آدامز اشاره کرد: «در اهمیت آن فکر کنید. مردی با سینه برهنه راه می‌رود و بدترین اتفاق این است که او در رستوران‌ها سرو نمی‌شود. اما زنی که برهنه می‌رود قانوناً در همان قایق است. انگار در ملاء عام رابطه جنسی داشته‌است. این ممکن است دیوانه کننده به نظر برسد، اما در ایالات متحده این یک قانون مجاز است.»
قانونی بودن قرار گرفتن در معرض نوک سینه‌ها به‌طور متناقضی در سراسر ایالات متحده تنظیم شده‌است. برخی از حالات اجازه تجسم هیچ بخشی از سینه را نمی‌دهند. سایر حوزه‌های قضایی هرگونه آناتومی قفسه سینه زنانه را با ممنوع کردن ساختارهای آناتومیکی که در زیر بالای هاله یا نوک پستان قرار دارند، ممنوع می‌کنند. در ویرجینیای غربی و ماساچوست چنین است. مقررات ویرجینیای غربی بسیار خاص است و احتمالاً سوءتعبیر نمی‌شود، و بیان می‌کند: «نمایش هر بخش از شکاف سینه زن انسان که با لباس، بلوز، دامن، کتانی، لباس شنا یا لباس‌های دیگر به نمایش گذاشته می‌شود. پوشاک [مجاز است] مشروط بر اینکه آرئول به‌طور کامل یا جزئی در معرض دید قرار نگیرد.»
لینا اسکو فیلمی با عنوان آزاد کردن نوک پستان ساخته‌است که در آن به «قوانینی که علیه برهنه بودن زنان یا محدودیت در تصاویر نوک سینه‌های زن است، اما شامل مردان نمی‌شود» می‌پردازد. او در این فیلم بیان می‌کند که این نمونه‌ای از تبعیض جنسی در جامعه است.

## در جوامع سنتی

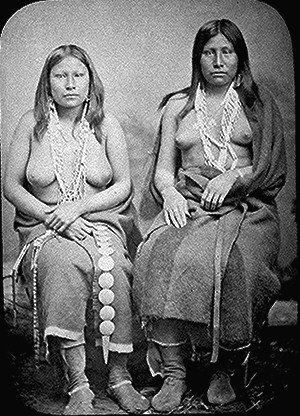
دو بومی آمریکایی ویچیتا با لباس تابستانی (۱۸۷۰)

نگرش نسبت به برهنه بودن به‌طور قابل توجهی در فرهنگ‌ها و در طول زمان متفاوت بوده‌است. فقدان لباس بالای کمر هم برای زنان و هم برای مردان در فرهنگ‌های سنتی آمریکای شمالی، آفریقا، استرالیا و جزایر اقیانوس آرام تا زمان ورود مبلغان مسیحی معمول بود و امروزه نیز در تعداد زیادی از فرهنگ‌های بومی معمول است. این کار همچنین در فرهنگ‌های مختلف آسیایی قبل از گسترش مسلمانان در قرن‌های ۱۳ و ۱۴ معمول بود.

### مینوآ
در دوران مینوی میانه (۲۰۰۰–۱۶۰۰ پ) سینه‌ها با کمر باریک، شبیه به شکلی که کرست‌ها در اواخر دهه ۱۸۰۰ به زنان می‌دادند، تأکید بیشتری داشت.

### هند
در بخش‌های خاصی از شمال هندوستان، عده‌ای از زنان (به جز در زمستان) قبل از فتح هند توسط مسلمانان، لباس بالایی نمی‌پوشیدند. زنان و مردان معمولاً در قسمت پایین‌تنه آنتریه می‌پوشیدند و به غیر از جواهرات، از کمر به بالا برهنه بودند. این فرم استاندارد لباس بود مگر اینکه زنان ساری بپوشند که در این صورت بالاتنه خود را با عبایی می‌پوشاندند.
برهنه بودن تا قرن نوزدهم یا اوایل قرن بیستم برای زنان در میان چندین جامعه جنوب هندوستان و سریلانکا معمول بود. چنین جوامعی شامل تامیل‌ها در امتداد ساحل کروماندل، تیان و دیگر مردمان در ساحل مالابار، کادار جزیره کوچین، تودا، چرومان (پولایار)، کوروبا، کوراگا، نیکوباری و اوریا بودند.

### تایلند
در جامعه سنتی تایلند، زنان مانند مردان لباس می‌پوشیدند و تنها یک لباس پایین گشاد می‌پوشیدند در حالی که به‌طور معمول سینه آنها برهنه بود. قبل از معرفی کدهای لباس غربی، زنان تایلندی هم با لباس کامل و هم برهنه در اماکن عمومی به تصویر کشیده می‌شدند. تا اوایل قرن بیستم، زنان شمال تایلند یک دامن لوله بلند (فا سین) می‌پوشیدند که بالای کمر و زیر سینه‌هایشان که بدون پوشش بود بسته می‌شد. در اواخر قرن نوزدهم، نفوذ مبلغان مذهبی در زمان پادشاه چولالانگکورن، زنان محلی را تشویق کرد که سینه‌های خود را با بلوز بپوشانند. بین سالهای ۱۹۳۲ و ۱۹۴۲، دولت فیلد مارشال پلاک پیبولسونگگرام یک سری استانداردهای فرهنگی را صادر کرد. دستور شماره ۱۰ که در ۸ سپتامبر ۱۹۴۱ صادر شد، به مردم تایلند دستور داد که در مکان‌های عمومی «بدون لباس پوشیدن مناسب» ظاهر نشوند. لباس نامناسب شامل «عدم پوشیدن پیراهن یا پوشیدن پارچه‌های پیچیده» بود.

### لائوس
در لائوس، هنری موهوت فرانسوی در سال ۱۸۵۸ از زنان لائوس عکسی گرفت که باکره‌ها را با سینه‌های پوشیده و زنان متأهل را با تمام سینه‌هایشان در معرض دید عموم نشان می‌داد، زیرا برهنه کردن سینه‌ها برای شیردهی غیرجنسی تلقی می‌شد.

### اندونزی

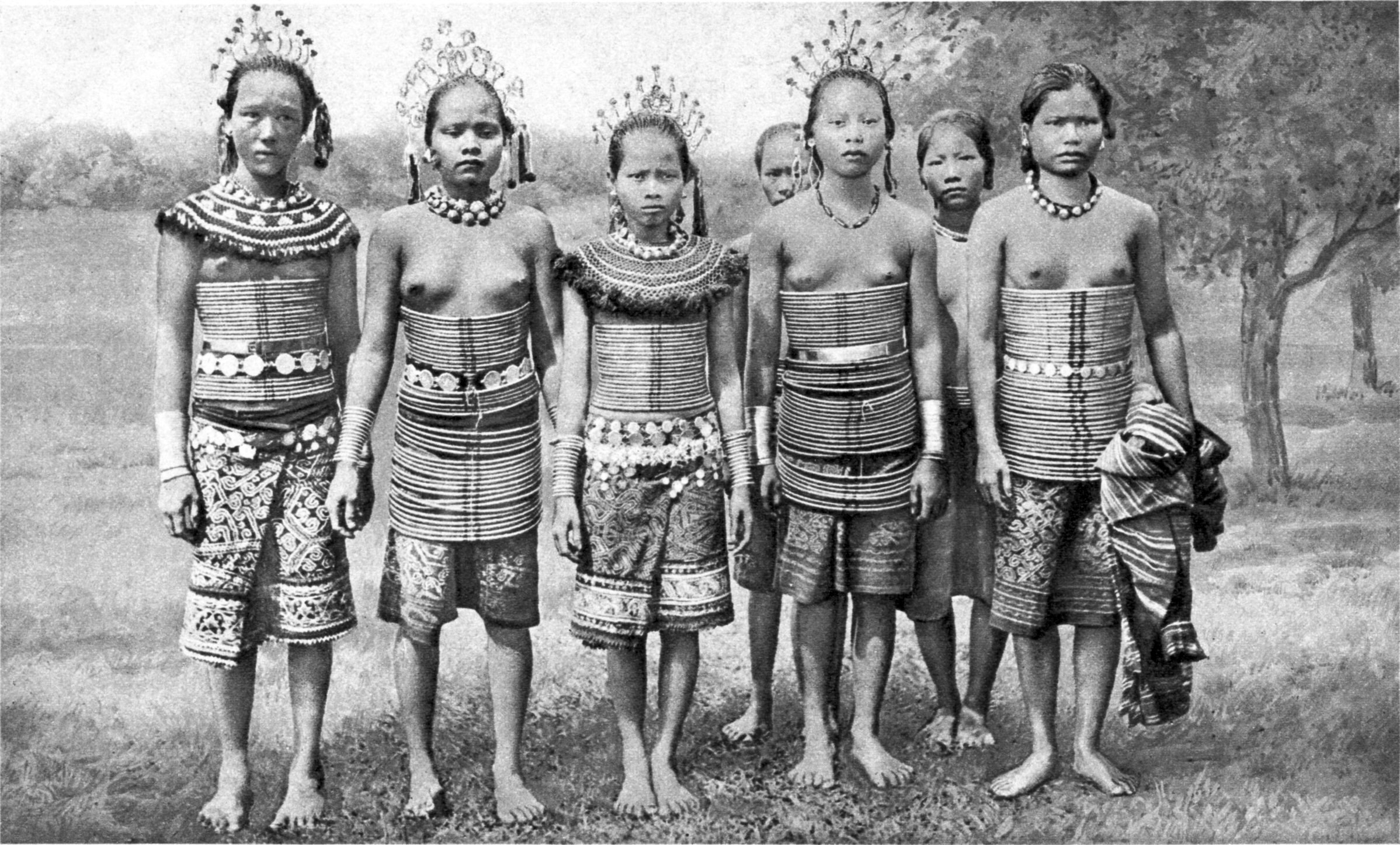
زنان Sea Dayaks (Iban) از Rejang, Sarawak، اندونزی (حدود ۱۹۱۰)

در مجمع الجزایر اندونزی، برهنه بودن در میان مردم دایاک، جاوه و بالی اندونزی قبل از معرفی اسلام و تماس با فرهنگ‌های غربی معمول بود. در جوامع جاوه و بالی، زنان برای کار یا استراحت راحت برهنه شده بودند. در میان دایاک‌ها فقط زنان سینه بزرگ یا زنان متأهل با سینه‌های آویزان سینه‌های خود را می‌پوشاندند زیرا سینه‌هایشان در کارشان اختلال ایجاد می‌کرد.

### خاورمیانه
در اکثر کشورهای خاورمیانه، به دلیل معیارهای اسلامی برای حیا زنانه، لااقل از آغاز اسلام (قرن هفتم)، بی‌تفاوت بودن از نظر اجتماعی پذیرفته نشده‌است. با این حال، برهنه بودن در برخی از فرهنگ‌های پیش از اسلام در عربستان، مصر، آشور و بین‌النهرین هنجار بود. تونس و مصر در میان کشورهای عربی استثنا هستند و به گردشگران خارجی اجازه می‌دهند تا در سواحل خصوصی شنا کنند.

### آفریقا

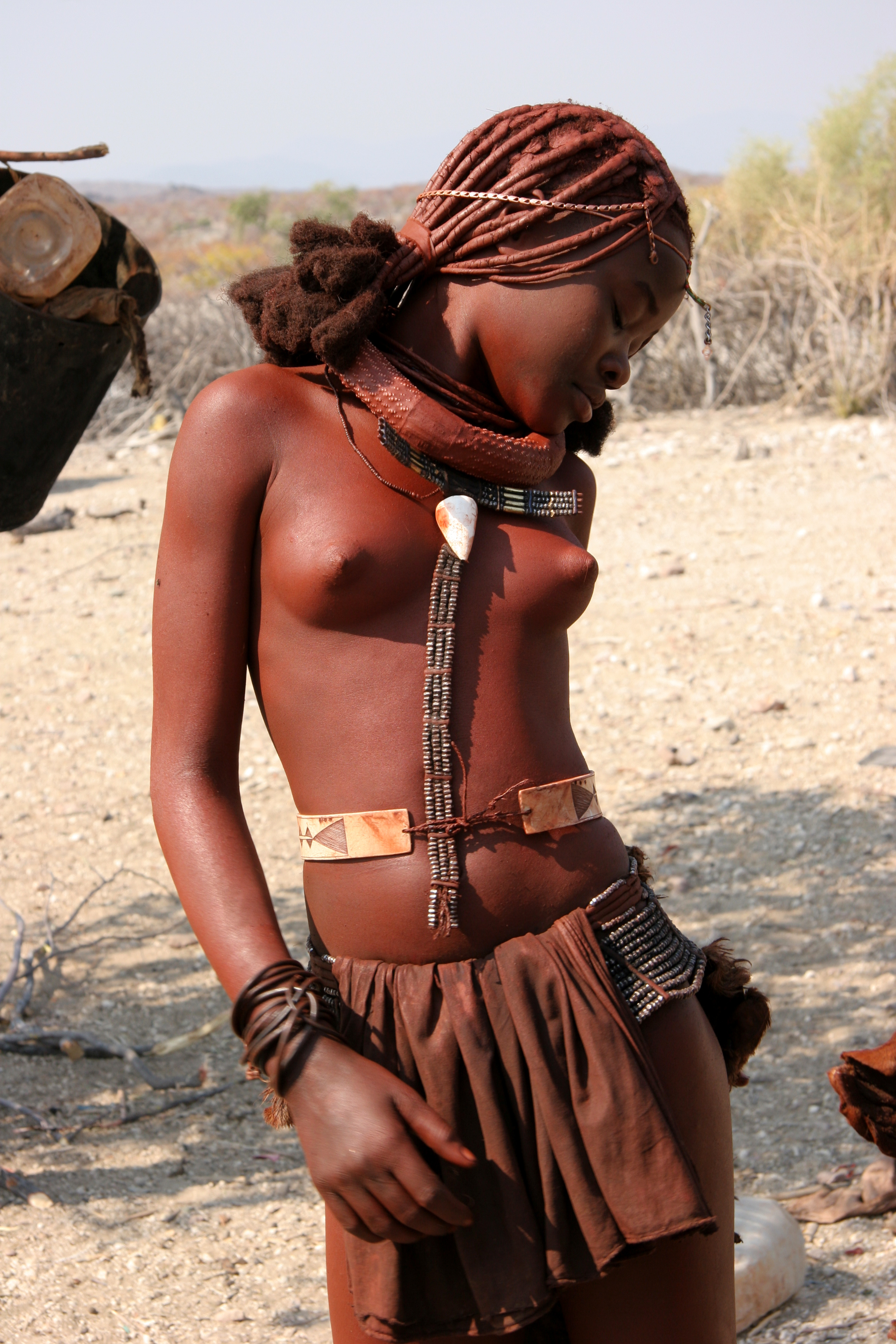
یک زن نامیبیا که برهنه است

در میان زنان هیمبا در شمال نامیبیا و هامار در جنوب اتیوپی، علاوه بر سایر گروه‌های سنتی در آفریقا، هنجار اجتماعی این است که زنان سینه برهنه باشند. برهنه بودن زنان همچنین می‌تواند جنبه مهمی از جشن‌های فرهنگی بومی را تشکیل دهد. به عنوان نمونه، در جشنواره سالانه رید دنس، دختران بالغ بین ۱۶ تا ۲۰ ساله در برابر پادشاه زولو می‌رقصند.

### استرالیا
در سال ۲۰۰۴، پلیس استرالیا اعضای جامعه پاپونیا را از استفاده از یک پارک عمومی در شهر آلیس اسپرینگز برای تمرین یک رقص سنتی بومیان که شامل زنان برهنه است، ممنوع کرد.

### کشور کره
در قرن شانزدهم، جئوگوری (لباس بالایی) زنان بلند، پهن بود و کمر را می‌پوشاند. طول جئوگوری زنان به تدریج کوتاه شد: تقریباً ۶۵ بود سانتی‌متر در قرن شانزدهم، ۵۵ سانتی‌متر در قرن هفدهم، ۴۵ سانتی‌متر در قرن ۱۸ و ۲۸ سانتی‌متر در قرن ۱۹، با برخی از آنها به ۱۴٫۵ کوتاه سانتی‌متر. هئوریتی (허리띠) یا ژورینمال (졸잇말) برای پوشاندن سینه‌ها استفاده می‌شد. روند پوشیدن ژئوگوری کوتاه با هئوریتی توسط gisaeng آغاز شد و به زودی به زنان طبقه بالا گسترش یافت. در میان زنان طبقات معمولی و پایین‌زاده، رویه‌ای پدید آمد که در آن سینه‌های خود را بعد از زایمان آشکار می‌کردند تا با افتخار نشان دهند که پسری به دنیا آورده‌اند.
مسافرانی مانند هری آ. فرانک آمریکایی خاطرنشان کردند که آنها «دقیقاً آن قسمتی از تنه را که زنان اکثر کشورها برای پنهان کردن آن زحمت می‌کشند، در معرض دید عموم قرار دادند».

### اقیانوس آرام جنوبی

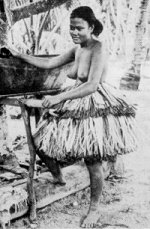
پرتره زنی در تووالو در سال ۱۸۹۴ توسط Count Rudolf Festetics de Tolna

در اقیانوس آرام جنوبی، برهنه بودن قبل از تماس با مبلغان غربی رایج بود، اما امروزه کمتر رایج است. در قلمرو فرانسه مورئا، برهنه بودن رایج است. در جزایر مارشال، زنان به‌طور سنتی قبل از تماس با میسیونرهای غربی برهنه بودند و همچنان که در بسیاری از جامعه غربی رایج است، سینه‌های زنانه را از نظر جنسی شیئی نمی‌کنند. زنان جزیره مارشال معمولاً در موومووس خود شنا می‌کنند که امروزه از پلی استر ظریفی ساخته شده‌است که به سرعت خشک می‌شود. پوشیدن بیکینی و مایوهای یک تکه با پوشش سینه در جزایر مارشال عمدتاً در سواحل و استخرهای غربی با دسترسی محدود مانند استراحتگاه‌های خصوصی یا تأسیسات دولتی ایالات متحده در جزیره مرجانی کواجالین در موشک بالستیک رونالد ریگان دیده می‌شود. سایت تست دفاع.

### ویتنام
در طول جنگ ویتنام، GIهای آمریکایی با مونتاگناردها، ساکنان بومی ارتفاعات مرکزی، که ستوان پیاده‌نظام AT Lawrence، زنانشان را «کاملاً در برهنگی سینه برهنه» توصیف کرد، برخورد کردند.

### ژاپن
در جامعه سنتی ژاپن، برهنگی برهنه (هادانوگی) و برهنگی کامل (مارو هاداکا) از نظر فرهنگی و اخلاقی برای مردان و زنان، به استثنای اشراف سامورایی، پذیرفته شده بود. دیدن زنان از پیر و جوان با نیم تنه در معرض دید غیر معمول نبود. فرانسیس هال، ۱۸۶۱، چنین برخوردی را توصیف کرد: «صفحه‌های خانه برای شور و شوق تابستانی به خیابان باز است، و نیم دوجین زن، همان‌طور که دندان‌های سیاهشان نشان می‌دهد ازدواج کرده‌اند، رو به پایین دراز کشیده‌اند و به آرنج‌های خود تکیه داده‌اند. روی تشک‌ها. هر کدام لباس‌های بالایی خود را از روی شانه‌هایش انداخته و تا کمر برهنه است و این برهنگی را با بالا بردن لباس‌های پایینی خود متعادل می‌کند تا پاهایش تا ران‌هایش برهنه بماند. صورت آنها به مرکز اتاق است و پاهای آنها حاشیه یک دایره را توصیف می‌کند."

## در جوامع غربی
در بیشتر جوامع غربی، پوشاندن سینه‌های دختران پس از بلوغ، به‌ویژه زمانی که در مکان‌های عمومی حضور دارند، به عنوان یک عمل تواضع، یک هنجار فرهنگی است. برخی از زنان برای آنچه که «آزادی برتر» می‌نامند، به دنبال تغییر این قوانین هستند. سختگیری آداب بسته به زمینه اجتماعی متفاوت است. برای نمونه، در رویدادهای فرهنگی خاص، هنجارها ممکن است آرام باشند، مانند جشنواره فانتزی، در مردی گراس در نیواورلئان و در کارناوال در ریودوژانیرو. همین امر ممکن است در سواحل بدون بالاتنه نیز اعمال شود.

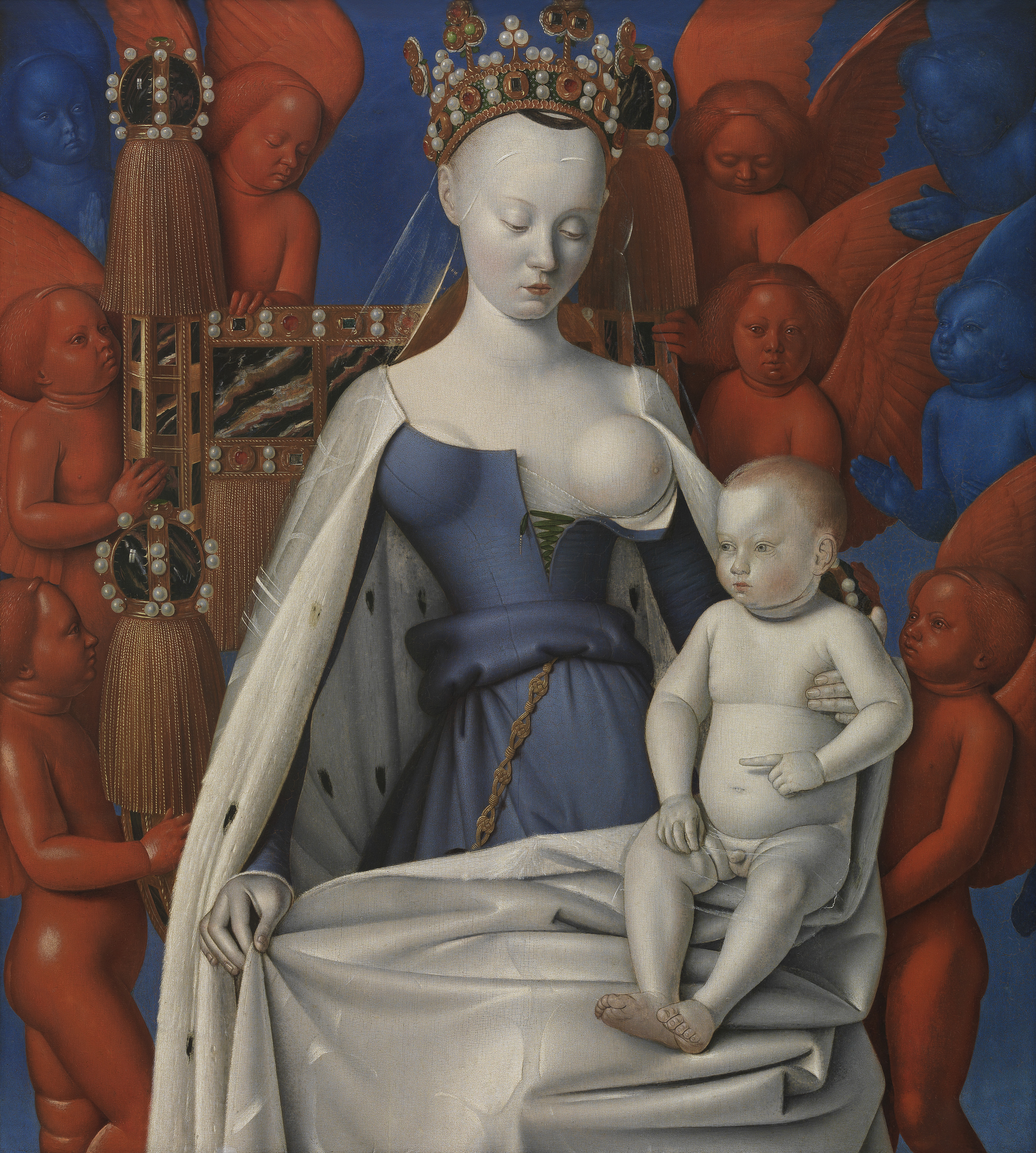
اگنس سورل که به ظاهر برهنه در دربار فرانسه شناخته می‌شود، الگوی فیلم Virgin and Child Surrounded by Angels اثر ژان فوکه (حدود ۱۴۵۰) بود.

### مدهای زنانه عمومی
در بسیاری از جوامع اروپایی بین رنسانس و قرن ۱۹، سینه‌های باز قابل قبول بود در حالی که برهنه بودن پاها، مچ پاها یا شانه‌های زن خطرناک تلقی می‌شد. در دوران رنسانس، بسیاری از هنرمندان به شدت تحت تأثیر سبک‌ها و فرهنگ کلاسیک یونان قرار گرفتند، و تصاویر موضوعات برهنه و نیمه برهنه به اشکال مختلف در هنر، مجسمه‌سازی و معماری آن دوره گسترش یافت. در محافل اشرافی و طبقات بالا، نمایش سینه‌ها با مجسمه‌ها و هنرهای برهنه کلاسیک یونانی ارتباط برقرار می‌کرد و شکل کلاسیک سینه گاهی به‌عنوان نمادی از موقعیت، به عنوان نشانه‌ای از زیبایی، ثروت یا موقعیت اجتماعی در نظر گرفته می‌شد. برای حفظ سینه‌های جوان، زنان می‌توانند از دایه برای شیر دادن به فرزندان خود استفاده کنند.
مدهای زنانه با سینه در قرن پانزدهم، اگنس سورل، معشوقه شارل هفتم، که لباس‌هایش در دربار فرانسه گاهی یک یا هر دو سینه او را آشکار می‌کرد، ردیابی شده‌است. (گمان می‌رود تصویر ژان فوکه از مریم باکره با سینه چپش بدون پوشش، سورل را به عنوان یک الگو انتخاب کرده‌است) زنان اشرافی به دنبال جاودانه کردن سینه‌های خود در رنگ بودند، مانند مورد سیمونتا وسپوچی، که پرتره او با سینه‌های آشکار بود. نقاشی شده توسط پیرو دی کوزیمو در سال. ۱۴۸۰. در طول قرن شانزدهم، مدهای زنانه که سینه‌های خود را به نمایش می‌گذارند در جامعه رایج بود، از ملکه‌ها گرفته تا روسپی‌های معمولی، و همه طبقات از آن الگوبرداری می‌کردند.
مدهای مشابه در قرن هفدهم زمانی که توسط ملکه مری دوم و هنریتا ماریا، همسر چارلز اول انگلستان پوشیده شد، در انگلستان رایج شد، که معمار اینیگو جونز لباس ماسکی را برای او طراحی کرد که به‌طور کامل هر دو سینه او را نشان می‌داد.

در بررسی ۱۹۰ جامعه مختلف، تحقیقات نشان داد که تعداد کمی از سینه‌های در معرض تمایل جنسی را مرتبط می‌دانند، اما اصرار وجود دارد که زنان سینه‌های خود را پنهان کنند. استانداردهای متفاوتی برای هنر اعمال می‌شود، یکی از نمونه‌های آن گنبد کاپیتول ایالات متحده است که دارای نقاشی دیواری ۱۸۶۵ است که الهه‌ها را با سینه‌های باز نشان می‌دهد.

### نگرش‌های اجتماعی
اگرچه برخی از نگرش‌های اجتماعی نسبت به افزایش قرار گرفتن در معرض بدن در اواخر دهه ۱۹۶۰ شروع به نرم شدن کرد، جوامع غربی معاصر هنوز عموماً به ظاهر نامطلوب نگاه می‌کنند. در یک دوره کوتاه در سال ۱۹۶۴، طرح‌های لباس «برهنه» در شوهای مد ظاهر شد، اما کسانی که این لباس‌ها را در ملاء عام می‌پوشیدند به اتهامات زشتی دستگیر شدند. با این حال، برهنه بودن به یکی از ویژگی‌های شوهای مد لباس معاصر تبدیل شده‌است.
بررسی گسترده ۱۹۰ جامعه مختلف در سال ۱۹۵۱ نشان داد که تعداد کمی از زنان اصرار داشتند که سینه‌های خود را پنهان کنند. در اروپا، شنا کردن و آفتاب گرفتن در سواحل عمومی از نظر اجتماعی قابل قبول شده‌است. در سال‌های ۱۹۹۴ تا ۱۹۹۵، محققان استرالیایی از ۱۱۸ دانشجوی سن کالج خواستند تا رفتار زنانی را که برهنه می‌روند در مقیاس ۸ درجه‌ای ارزیابی کنند، از جمله «زن‌ها باید مانند مردان حق لباس برهنه داشته باشند» تا «زنان برهنه‌پوش، نمایشگاه‌گرا هستند». . آنها دریافتند که ۸۸ درصد از دانشجویان استرالیایی از هر دو جنس، حضور زنانه برهنه در سواحل عمومی را قابل قبول می‌دانند، اگرچه احساس می‌کردند زنانی که سینه‌های خود را در موقعیت‌های دیگر، مانند پارک‌های عمومی در معرض دید قرار می‌دهند، نامناسب است. آنها ارتباطی بین سینه‌های در معرض دید و تمایلات جنسی در موقعیت‌های اجتماعی پیدا نکردند.
یک مطالعه جدیدتر روی ۱۱۶ زن در سن دانشگاه در استرالیا نشان داد که آنهایی که برهنه شده بودند، به‌طور کلی بالاتنه بودن را بیشتر می‌پذیرفتند، بیشتر جنبه جنسی داشتند، و عزت نفس و تصویر بدنی بالاتری داشتند. در جامعه معاصر، میزان آشکارسازی سینه‌های زن به بافت اجتماعی و فرهنگی بستگی دارد. مایو و بیکینی زنانه معمولاً قسمت بالایی و کناره‌های سینه‌ها را آشکار می‌کند. در بسیاری از مکان‌ها نشان دادن چاک سینه مجاز تلقی می‌شود و حتی در بسیاری از مناسبت‌های رسمی اجتماعی نشانه‌ای از ظرافت و ظرافت است، اما ممکن است در مکان‌هایی مانند محل کار و مدارس، جایی که نمایش جنسی سینه زن در نظر گرفته می‌شود، با کدهای لباس ممنوع باشد. در تعدادی از فرهنگ‌ها، از جمله اروپا و سایر کشورهای غربی خارج از ایالات متحده، محدودیت‌های اجتماعی کمتری در برابر آفتاب گرفتن یا شنا کردن برهنه وجود دارد. با وجود غیرقانونی بودن یا ممنوعیت اجتماعی در بسیاری از نقاط ایالات متحده، سواحل برهنه در برخی مناطق اکثریت قانونگذاری را دارند.
در کانادا، یک نظرسنجی در سال ۱۹۹۲ نشان داد که ۳۸ درصد از زنان به‌طور کلی طرفدار برهنه‌پوش بودن در ملاء عام بودند. پس از آن نظرسنجی، چندین حکم قانونی در دادگاه‌های کانادا از سال ۱۹۹۶ تا ۲۰۰۰، لباس‌های برهنه در انظار عمومی را قانونی کرد، اما عده کمی از زنان در مکان‌های عمومی برهنه می‌شوند.
برخی از فرهنگ‌ها حتی شروع به گسترش ممنوعیت‌های اجتماعی در مورد برهنه بودن زنان به دختران پیش از بلوغ و حتی نوزادان کرده‌اند.